# Robert Sánchez
Robert Lynch Sánchez (* 18. November 1997 in Cartagena) ist ein spanischer Fußballtorwart. Seit 2023 steht er beim FC Chelsea unter Vertrag.

## Karriere

### Verein
Sánchez wurde am 18. November 1997 in Cartagena, Spanien geboren und begann in der Jugendakademie von UD Levante mit dem Fußballspielen. Im Alter von 15 Jahren zog er nach England und unterschrieb einen Ausbildungsvertrag bei Brighton & Hove Albion. Mit 18 unterzeichnete er seinen ersten Profivertrag.
Im Juni 2018 wechselte Sánchez auf Leihbasis zu den Forest Green Rovers, bei welchen er im Eröffnungsspiel der Saison 2018/19 gegen Grimsby sein Profidebüt gab. Schon im Januar des Folgejahres kehrte er zu Brighton zurück, da deren Stammkeeper Mathew Ryan für Australien zur Asienmeisterschaft abberufen wurde.
Im Sommer 2019 wechselte Sánchez auf Leihbasis zum AFC Rochdale, für welche er in der Saison 2019/20 insgesamt 26 League-One-Spiele bestritt.
Zurück in Brighton, gab er am 1. November 2020 sein Debüt in der Premier-League. Brighton & Hove Albion verlor das Spiel gegen Tottenham mit 1:2. Am 23. Februar 2021 unterzeichnete Sánchez einen neuen Viereinhalbjahresvertrag, bis 2025.
Zur Saison 2023/24 wechselte Sánchez zum Ligakonkurrenten FC Chelsea, bei dem er einen Vertrag bis zum 30. Juni 2030 unterschrieb. Aufgrund der Abgänge von Édouard Mendy und Kepa ging er als Stammtorhüter in die Spielzeit.

### Nationalmannschaft
Am 15. März 2021 wurde Sánchez für die Qualifikationsspiele zur Weltmeisterschaft 2022, gegen Griechenland, Georgien und den Kosovo, in die spanische Nationalmannschaft berufen, blieb jedoch ohne Einsatz. Bei der Europameisterschaft 2021 stand er im spanischen Aufgebot, das im Halbfinale gegen Italien ausschied.
Sein Debüt gab er am 5. September 2021 beim Spiel gegen Georgien, wo er in der 74. Minute für Unai Simón eingewechselt wurde.

## Titel und Auszeichnungen
FC Chelsea
- FIFA-Klub-Weltmeister: 2025
- Conference-League-Sieger: 2025